# Římskokatolická farnost Kladruby nad Labem
Římskokatolická farnost Kladruby nad Labem je zaniklým územním společenstvím římských katolíků v pardubickém vikariátu královéhradecké diecéze.

## O farnosti

### Historie
Kostel v Kladrubech je prvně zmíněn v roce 1359, kdy je zde rovněž doložena plebánie. Kostel byl v roce 1859 přestavěn novorenesančně. Ze 13. století pochází filiální kostel v Semíně, při kterém se nachází dřevěná renesanční zvonice ze 16. století.

### 21. století
Farnost byla administrována excurrendo z Přelouče. Jejími administrátory byli:
- 23. října 2007–31. července 2019  Mgr. Ľubomír Pilka
- 1. srpna 2019–31. července 2021 R.D. ThLic. Miloslav Paclík
- 1. srpna 2021–31. prosince 2024 Mgr. Zdeněk Skalický

Dne 31. prosince 2024 farnost úředně zanikla, jejím právním nástupcem je od 1. ledna 2025 farnost Přelouč.
| Kostel                            | Místo              | Bohoslužba             | Bohoslužba             | Poznámka                      |
| --------------------------------- | ------------------ | ---------------------- | ---------------------- | ----------------------------- |
| Kostel svatého Václava a Leopolda | Kladruby nad Labem | neslouží se pravidelně | neslouží se pravidelně | filiální, bývalý farní kostel |
| Kostel svatého Vavřince           | Selmice            | neslouží se pravidelně | neslouží se pravidelně | filiální kostel               |
| Kostel svatého Jana Křtitele      | Semín              | neslouží se pravidelně | neslouží se pravidelně | filiální kostel               |